# Stripped (Christina Aguilera-album)
 For alternative betydninger, se Stripped. (Se også artikler, som begynder med Stripped)
Stripped, udgivet i 2002, er titlen på det andet studiealbum fra den amerikanske sangerinde Christina Aguilera. Det nåede andenpladsen på Billboard 200 og på den engelske hitliste og indeholder de to nummer ét-hits i England, "Dirrty" og "Beautiful".